# Hurt (polski zespół muzyczny)
Hurt – wrocławska grupa muzyczna, której wokalistą jest Maciej Kurowicki.

## Historia
Grupa powstała w 1992, a jej debiutancki  album Babilon ukazał się w 1994 (wydała go niewielka wytwórnia Melissa). W 1997 wydali nakładem ToX Records album Serki dietetyczne. Byli wtedy mało znani i uznawani raczej za underground. Ich postrzeganie zmieniło się, gdy wytwórnia S.P. Records wydała ich album Musisz to kupić (1999). Po tym wydarzeniu do grupy dołączył perkusista. Wcześniej używali perkusji automatycznej i ten styl jest ciągle słyszalny, nawet na nowszych albumach.
Po wydaniu płyty Dokładny czas w 2000, grupa zaczęła koncertować po czym wydawało się, że zakończą działalność. Zmiany osobowe w zespole zaowocowały jednak wydaniem w 2005 płyty Czat zawierającej hit "Załoga G" oraz "Mary czary". Grupa wyruszyła w kilka tras koncertowych (w tym jedną z zespołem Happysad w 2006), w czasie których promowała płytę Czat.
W czerwcu 2007 ukazała się płyta Nowy początek, której producentem był Agim Dzejlijli. Płyta była promowana czterema singlami oraz na koncertach w całym kraju (w tym na Przystanku Woodstock i festiwalu w Jarocinie).
W roku 2009 dotychczasowego gitarzystę Piotra "Sida" Motkovica zastąpił Piotr "Załęs" Załęski, znany dotychczas z kilku wrocławskich projektów (m.in. Dust Blow). W tym samym czasie zespół pod okiem Marcina Borsa, Andrzeja Markowskiego i Agima Dzeljilji, nagrał materiał na kolejną płytę Wakacje i prezenty, która miała swoją premierę 30 października 2009. Przez kolejne lata zespołowi nie udało się powtórzyć sukcesu płyty Czat. 
W 2013 zespół wydał kolejną płytę, Hurt. Płyta była promowana singlem "Najważniejszy Jest Wybuch (Rewolucja)".
Pod koniec 2017 roku Hurt oficjalnie ogłosił, że do zespołu powrócił Sid Motkovic, którego jednak na początku 2022 roku zastąpił Robert "Ropson" Pękala. W tym samym roku, po 20 latach, od składu odszedł również Jacek "Smoła" Smolak (jego rolę przejął Grzegorz "Boro" Sawa-Borysławski). 

## Dyskografia

### Albumy
| 1994                           | Babilon - Data: 1994 - Wydawca: Melissa                                          | –  |                |                     |
| 1997                           | Serki dietetyczne - Data: 1997 - Wydawca: brak                                   | –  |                |                     |
| 1999                           | Musisz to kupić - Data: maj 1999 - Wydawca: S.P. Records                         | –  |                |                     |
| 2000                           | Dokładny czas - Data: 9 listopada 2000 - Wydawca: S.P. Records                   | –  |                |                     |
| 2003                           | Babilon. Serki dietetyczne - Data: 2003 - Wydawca: Rockers Publishing            | –  |                |                     |
| 2005                           | Czat - Data: 18 kwietnia 2005 - Wydawca: Luna Music                              | –  |                |                     |
| 2007                           | Nowy początek - Data: 18 czerwca 2007 - Wydawca: Universal Music Group           | 28 |                |                     |
| 2009                           | Wakacje i prezenty - Data: 30 października 2009 - Wydawca: Universal Music Group | –  |                |                     |
| 2010                           | Załoga G - Data: 12 listopada 2010 - Wydawca: Luna Music                         | –  | - POL: 15 000+ | - ZPAV: złota płyta |
| 2013                           | Hurt - Data: 19 lutego 2013 - Wydawca: My Music                                  | –  |                |                     |
| 2024                           | Festiwal bodźców - Data: 28 lutego 2024 - Wydawca: Luna Music                    | –  |                |                     |
| „–” pozycja nie była notowana. |                                                                                  |    |                |                     |

### Single
| Rok                            | Tytuł                                   | Pozycja na liście | Certyfikat |
| Rok                            | Tytuł                                   | LP3               | Certyfikat |
| ------------------------------ | --------------------------------------- | ----------------- | ---------- |
| 1999                           | „Na skos”                               | —                 |            |
| 2000                           | „Stare numery”                          | —                 |            |
| 2005                           | „Mary czary”                            | —                 |            |
| 2005                           | „Załoga G”                              | 1                 |            |
| 2005                           | „Pogoda dla ciebie”                     | 39                |            |
| 2006                           | „Sam sama sami”                         | 4                 |            |
| 2006                           | „Na dysku C i D”                        | 20                |            |
| 2007                           | „Nowy początek”                         | 36                |            |
| 2007                           | „Między pomiędzy gdzieś”                | 33                |            |
| 2008                           | „Lecę ponad chmurami”                   | 17                |            |
| 2008                           | „Alarm cykliczny”                       | 37                |            |
| 2008                           | „Lipstick on the glass”                 | —                 |            |
| 2009                           | „Mechaniczne schody jadą w górę”        | —                 |            |
| 2010                           | „Jesteś mały”                           | 31                |            |
| 2010                           | „Statek kosmiczny miłość”               | —                 |            |
| 2013                           | „Najważniejszy jest wybuch (Rewolucja)” | —                 |            |
| 2023                           | "Festiwal bodźców"                      | —                 |            |
| 2023                           | "Lato miłości"                          | —                 |            |
| 2023                           | "Kosmos"                                | —                 |            |
| 2023                           | "Połączenie"                            | —                 |            |
| 2023                           | "Tornado rekinów"                       | —                 |            |
| 2024                           | "#jesteśmysupersensem"                  | —                 |            |
| 2024                           | "Bóg"                                   | 4                 |            |
| "—" pozycja nie była notowana. |                                         |                   |            |

## Nagrody
- 2007 Udział w polskiej preselekcji nagrody New Sounds of Europe podczas MTV Europe Music Awards

## Muzycy

### Aktualny skład
- Maciek Kurowicki – wokal (od 1992)
- Grzegorz "Boro" Sawa-Borysławski – gitara basowa (od 2022)
- Robert "Ropson" Pękala - gitara elektryczna (od 2022)
- Kuba "Wujek" Regulski – perkusja (od 2011)

### Byli członkowie
- Piotr "Załęs" Załęski - gitara (2009–2017)
- Piotr "Sid" Motkovic – gitara (2017-2022 i wcześniej od 2003 do 2009)
- Jacek "Smoła" Smolak - gitara basowa (2002-2022)
- Igor Paszula – gitara, programowanie (1992–1996)
- Jacek Dobrzaniecki – gitara basowa (1992)
- Darek Zieliński – gitara basowa (1992–1993)
- Paweł Sado – gitara (1992–1993)
- Andrzej Dudzic – gitara basowa (1994–2001)
- Arkadiusz Rejda – akordeon, tuba (1995–2001)
- Dariusz Szermanowicz – gitara (1996–2003)
- Przemek Dąbrowski – perkusja (1998–2003)
- Igor Pudło – gramofony (1999–2000)
- Tomasz "Magiera" Janiszewski – instrumenty klawiszowe (2002–2003)
- Agim Dzelilji – instrumenty klawiszowe, programowanie
- Marcin "Zmazik" Drewnik – perkusja (2002–2010)